# Türlich, türlich (sicher, Dicker)
Türlich, türlich (sicher, Dicker) ist ein Lied des deutschen Rappers Das Bo. Der Song wurde am 10. Juli 2000 als Single veröffentlicht und erreichte Platz fünf in den deutschen Charts.

## Inhalt
Das Bo bezeichnet seine Musik im Stück als „Sound aus Hamburg City, dem die Leute vertrau’n“, und fordert mehr „Bass“, um alle in Bewegung zu kriegen. In einer Zeile spielt er auch auf den Konsum von Cannabis an. Auffällig ist zudem die Verwendung des Begriffs Dicker im Refrain, der aus der Hamburger Jugend- und Umgangssprache stammt.

„Wir brauchen Bass, Bass, wir brauchen Bass!

Was geht’n, Alder?

Bass, Bass, wir brauchen Bass!

Seid ihr down?

’Türlich, ’türlich – sicher Dicker

’Türlich, ’türlich – is’ alles klar?“

## Produktion
Der Song wurde von dem deutschen Musikproduzenten Tropf zusammen mit Das Bo produziert. Beide fungierten ebenfalls als Autoren des Liedes. Die Musik ist stilistisch dem Genre Miami Bass zuzuordnen.

## Musikvideo
Bei dem zu Türlich, türlich (sicher, Dicker) gedrehten Musikvideo führte der deutsche Regisseur Christian Roth Regie. Es verzeichnet auf YouTube über 1,7 Millionen Aufrufe (Stand Mai 2021).
Zu Beginn des Videos landet ein Hubschrauber mit der Aufschrift Das Bo 2000 auf einem Landeplatz, während der Rapper aus einem Sportwagen steigt. Kurz darauf steht Das Bo an einem Strand vor einer Wand aus Lautsprecherboxen. Er rappt den Song, während ihn einige leicht bekleidete, tanzende Frauen umgeben, unter denen sich auch Estefania Küster und Gabriela Gottschalk befinden. Manche Szenen filmen explizit auf die Hinterteile der Tänzerinnen. DJ Coolmann steht derweil am DJ-Pult oder tanzt mit den Frauen, und auch die Rapper Tobi Tobsen, sowie Dendemann als Barkeeper sind im Video zu sehen. Am DJ-Pult prangt zudem das Fünf-Sterne-Deluxe-Logo und ein Poster von deren EP Ja, Ja… Deine Mudder! ist im Hintergrund zu sehen.

## Single

### Covergestaltung
Das Singlecover zeigt Das Bo, der in typischer Hip-Hop-Kleidung auf einem Liegestuhl sitzt. Er trägt eine Sonnenbrille, eine Basecap, weite Hosen und weiße Sneaker. Im Hintergrund sind unter anderem Sonnenstrahlen und ein gemalter Regenbogen zu sehen. Der goldene Schriftzug Das Bo! befindet sich im oberen Teil des Bildes, während der Titel türlich, türlich (sicher, Dicker) in Weiß im unteren Teil steht.

### Titelliste
1. Türlich, türlich (sicher, Dicker) – 3:56
2. Ich heb’ mich ab – 3:29
3. Nur der Zorn zählt – 3:43
4. Session mit Don Dougie (1998) – 2:29

### Chartplatzierungen
Türlich, türlich (sicher, Dicker) stieg am 24. Juli 2000 auf Platz 16 in die deutschen Singlecharts ein und erreichte drei Wochen später mit Rang fünf die beste Platzierung. Insgesamt hielt sich der Song 15 Wochen lang in den Top 100, davon vier Wochen in den Top 10. Obwohl das Lied nicht Platz eins belegte, war es für eine Woche das erfolgreichste deutschsprachige Lied in den Charts. 2000 platzierte sich Türlich, türlich (sicher, Dicker) auf Rang 48 der deutschen Single-Jahrescharts. In der Schweiz erreichte der Song Platz 60 und hielt sich sieben Wochen in den Charts, wogegen er diese in Österreich verpasste. Während es in der Schweiz der erste Single-Charterfolg für Das Bo war, erreichte er in Deutschland nach Wer hätte das gedacht? zum zweiten Mal die Charts. In beiden Ländern konnte sich bis heute keine Single des Rappers höher oder länger in den Charts platzieren.
| ChartsChartplatzierungen | Höchstplatzierung | Wochen |
| ------------------------ | ----------------- | ------ |
| Deutschland (GfK)        | 5 (15 Wo.)        | 15     |
| Schweiz (IFPI)           | 60 (7 Wo.)        | 7      |

| ChartsJahrescharts (2000) | Platzierung |
| ------------------------- | ----------- |
| Deutschland (GfK)         | 48          |

## Coverversionen und Adaptionen
Im Jahr 2007 adaptierte der deutsche Rapper Jan Delay Teile von Türlich, türlich (sicher, Dicker) für sein Mashup Türlich türlich (Word Up). Neben Türlich, türlich (sicher, Dicker) finden sich auch Teile aus Word Up! von Cameo hierin wieder. Das Stück erschien auf Delays erstem Livealbum Mercedes-Dance Live und wurde am 6. Juli 2007 als Single veröffentlicht. Die Single erreichte im Gegensatz zum Original die Charts aller D-A-CH-Staaten, platzierte sich jedoch in Deutschland und der Schweiz schlechter. Die beste Platzierung gelang in Deutschland mit Rang 31. 2024 nahm Das Bo das Lied für einen Werbespot für den VW ID. Buzz neu auf.